# Platon de Bactriane
Pour les articles homonymes, voir Platon (homonymie).
Platon de Bactriane est un roi gréco-bactrien. Il est peut-être le fils d'Eucratide Ier.

## Biographie
Il a régné pendant un court laps de temps dans le sud de la Bactriane ou Paropamisades (région de l'Hindou Kouch centrée sur Kaboul et Bagram) pendant la guerre civile. Avant cela il aurait été régent en 166, sûrement lors d'une campagne d'Eucratide Ier. Le style des pièces de monnaie de Platon donne à penser qu'il est un parent, très probablement un frère, d'Eucratide II et d'Hélioclès Ier, l'autre face montre Hélios sur son char.

## Monnayage
Sur ses pièces, Platon est représenté comme un homme d'âge moyen. Certaines peuvent éventuellement être interprétées comme appartenant à l'ère des Royaumes indo-grecs qui a commencé vers 180/175 av. J.-C. Dans ce cas, Platon aurait pu régner dans cette dynastie vers 140. Cela correspond à la date donnée par Osmund Bopearachchi dans son Catalogue des monnaies gréco-bactriennes et indo-grecques, 1991), qui place le règne de Platon entre 145 et 140, ce qui expliquerait qu'aucune de ses pièces n'ait été trouvée dans les ruines d'Aï Khanoum qui a été détruite après de longs combats sous le règne des deux Eucratide.